# 斯图尔特·康奎斯特
斯图尔特·康奎斯特（英語：Stuart Conquest，1967年3月1—），英国国际象棋棋手、特级大师。
1981年，14岁的康奎斯特就获得了国际象棋16岁组世界冠军。1997年，获英国全国快棋赛冠军。2008年，获英国国际象棋全国冠军。其最高等级分为2001年创下的2601分。